# Ichiro
Ichiro (いちろう) é um prenome japonês, muitas vezes dado ao primeiro filho.
Como muitos nomes japoneses, Ichiro pode ser escrito usando diferentes caracteres kanji, podendo significar:
- 一郎: "primeiro filho"
- 一朗: "claro, brilhante"

## Pessoas
- Ichiro Hatoyama, político e ex-primeiro ministro japonês.
- Ichiro Mizuki, cantor e compositor japonês.
- Ichiro Suzuki, jogador japonês de beisebol.